# Borșa (gmina)
Borșa – gmina w Rumunii, w okręgu Kluż. Obejmuje miejscowości Borșa, Borșa-Cătun, Borșa-Crestaia, Ciumăfaia i Giula. W 2011 roku liczyła 1600 mieszkańców.